# Iberoafricanismes
Es denominen iberoafricanismes o espècies iberoafricanes un grup d'espècies vegetals i animals la distribució dels quals s'estén pel nord d'Àfrica i sud de la península Ibèrica.

## Origen dels iberoafricanismes: la crisi salina del messinià

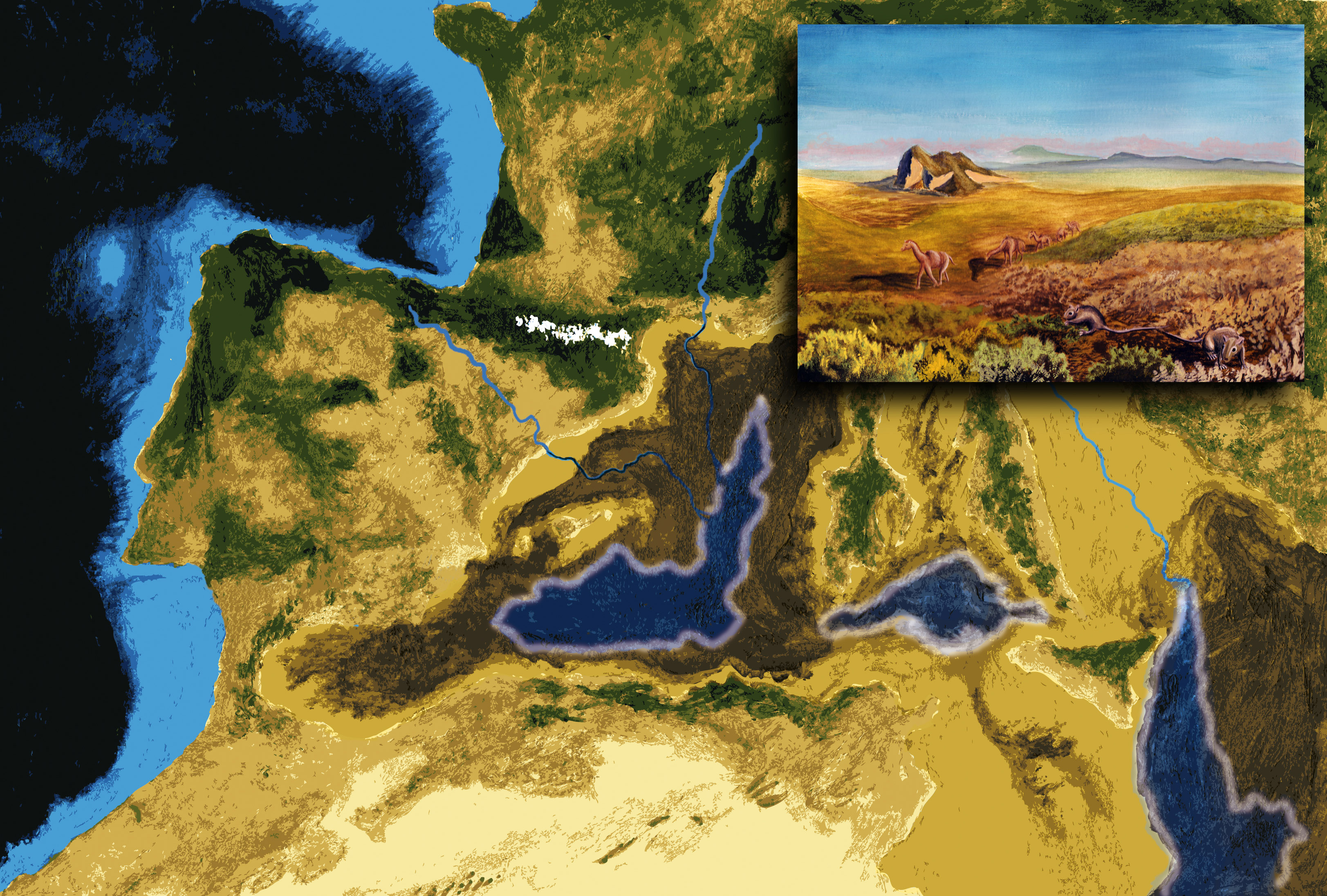
Comunicació terrestre entre Àfrica i Europa fa 5,5 milions d'anys

L'origen de la presència de vegetació compartida entre el nord d'Àfrica i el sud de la península Ibèrica es deu a la comunicació terrestre que es va formar entre el continent europeu i l'africà durant la denominada crisi salina del messinià.
Durant el messinià, fa gairebé 6 milions d'anys, la connexió entre l'Atlàntic i la Mediterrània va quedar interrompuda i es formà un pont de terra entre Europa i Àfrica: es produí la possible dessecació quasi completa de la mar Mediterrània i l'acumulació de massius dipòsits de sal al seu fons.
La crisi salina va acabar amb la inundació d'enormes dimensions de la Mediterrània per aigües atlàntiques fa uns 5,33 ma, a través d'un pas obert en l'actual estret de Gibraltar.

## Espècies vegetals iberoafricanes

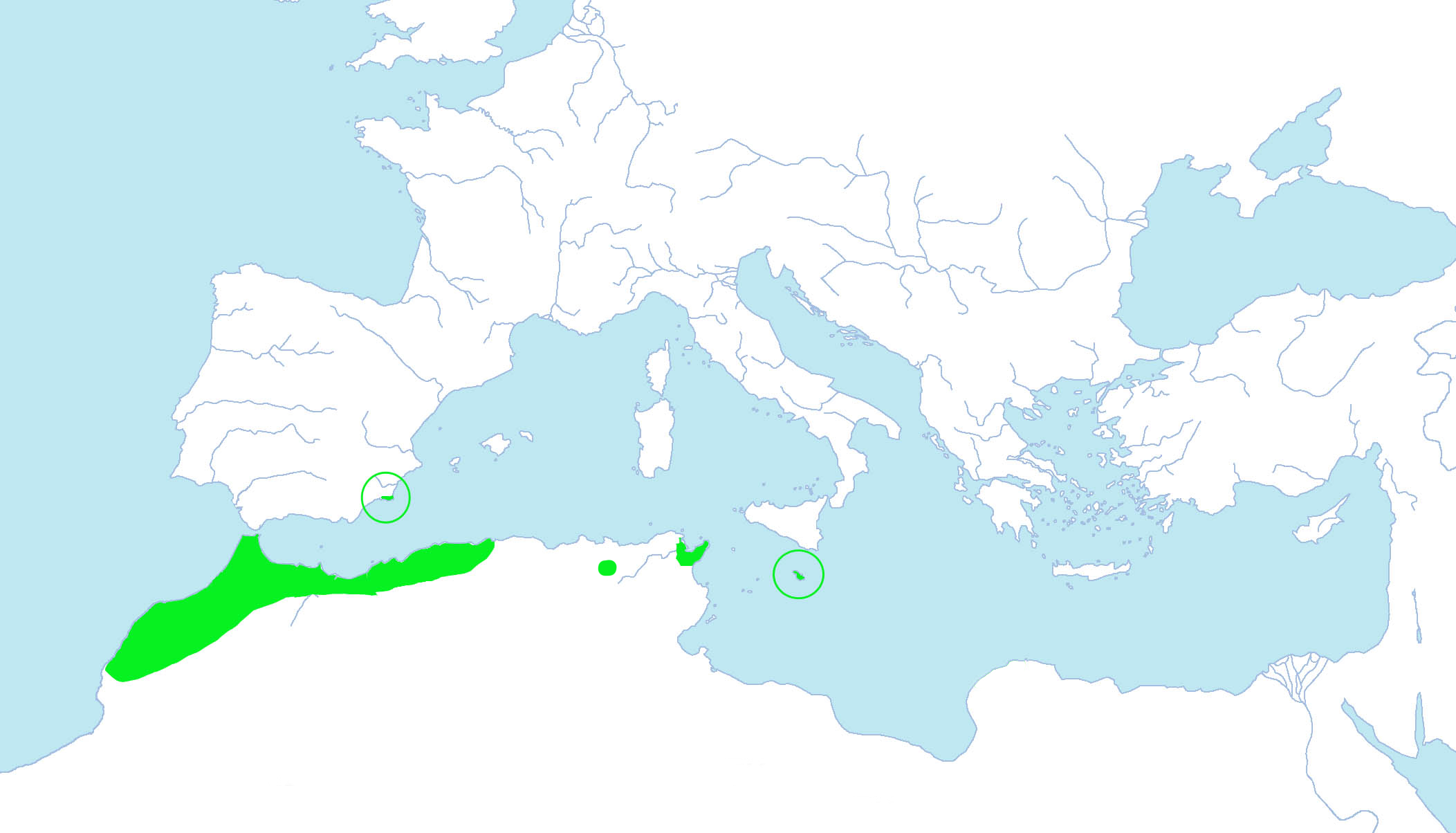
Distribució de Tetraclinis articulata

Tot el sud de la península Ibèrica té presència d'espècies procedents del nord d'Àfrica; la major acumulació d'aquest tipus d'espècies es dona a la província botànica de Múrcia i Almeria, on es produeixen especials condicions climàtiques desèrtiques o semidesèrtiques.
La quantitat d'espècies vegetals presents al sud-est de la península Ibèrica és molt gran, per la confluència, juntament amb els iberoafricanismes, d'espècies típiques del bosc mediterrani, com el pi blanc, el llentiscle, l'arboç, el garric, l'alzina, la murta o el margalló, així com gran quantitat d'endemismes produïts per les especials condicions climàtiques del sud-est, com el Narcissus tortifolius, l'esteperola, Limonium insigne, Limonium carthaginense, o l'Astragalus nitidiflorus. A causa de la confluència de tots aquests factors, el sud-est de la península Ibèrica assoleix un dels punts amb major biodiversitat de tot Europa.
Entre els iberoafricanismes vegetals més notables es troben:
- El xiprer de Cartagena o araar (Tetraclinis articulata)
- El Maytenus senegalensis
- La bufera arbustiva (Withania frutescens)
- El ginjoler (Ziziphus lotus)
- Periploca angustifolia
- Anthemis chrysantha
- Caralluma europaea
- <i>Caralluma munbyana</i>
- Cistus heterophyllus
- Lapiedra martinezii
- L'argelaga (Calicotome intermedia)

## Galeria d'iberoafricanismes

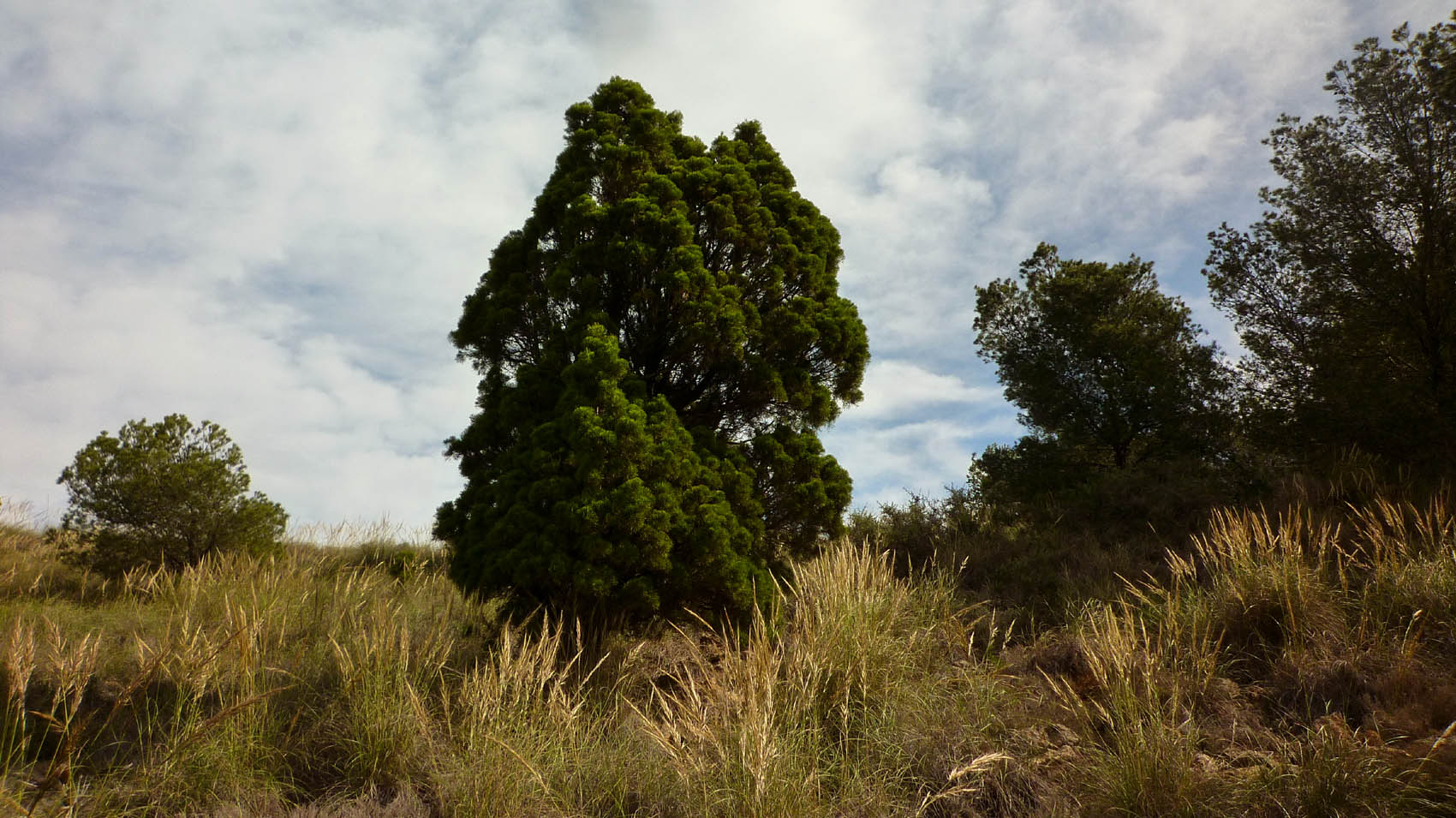
Xiprer de Cartagena ("Tetraclinis articulata")
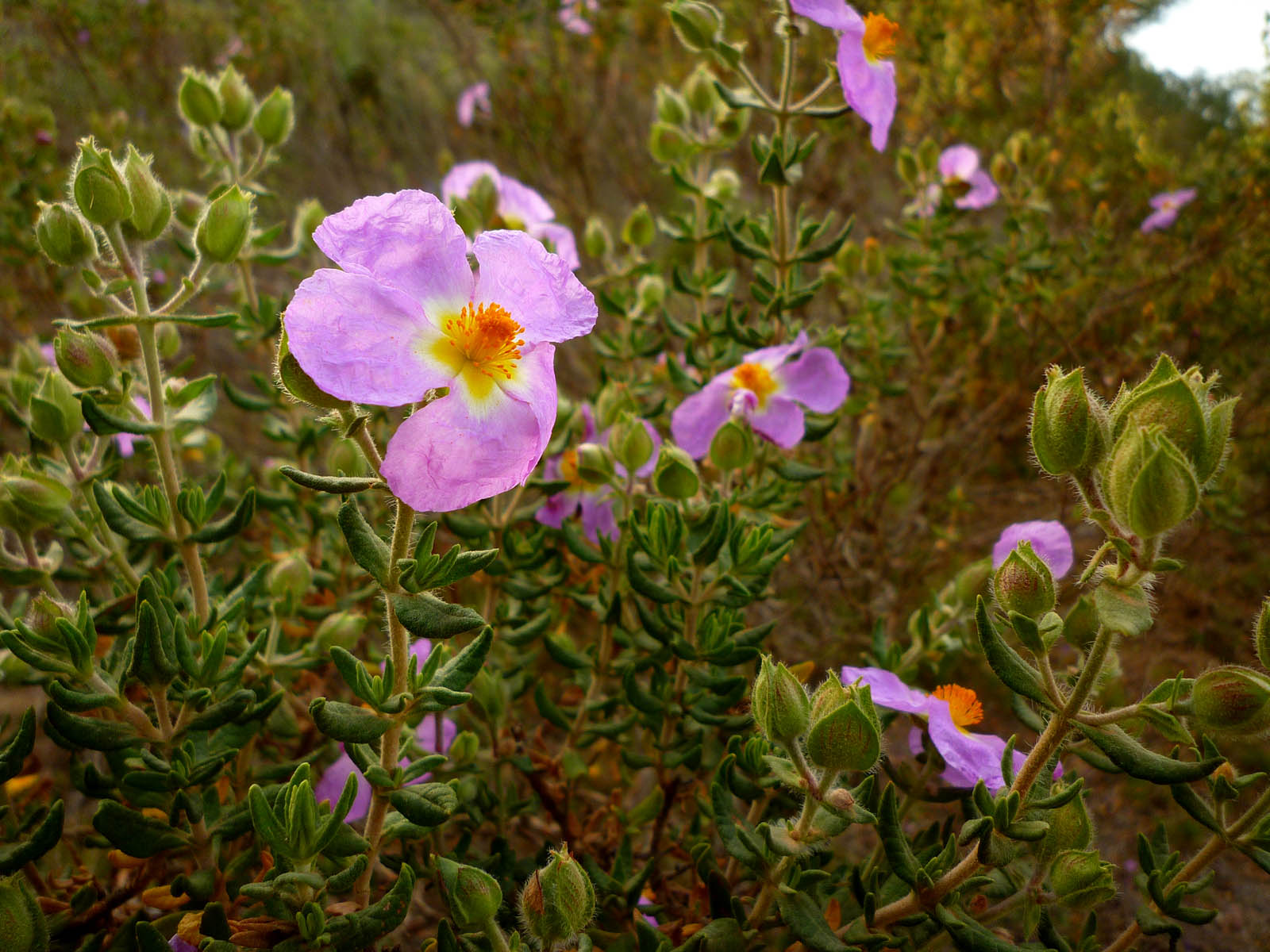
"Cistus heterophyllus"
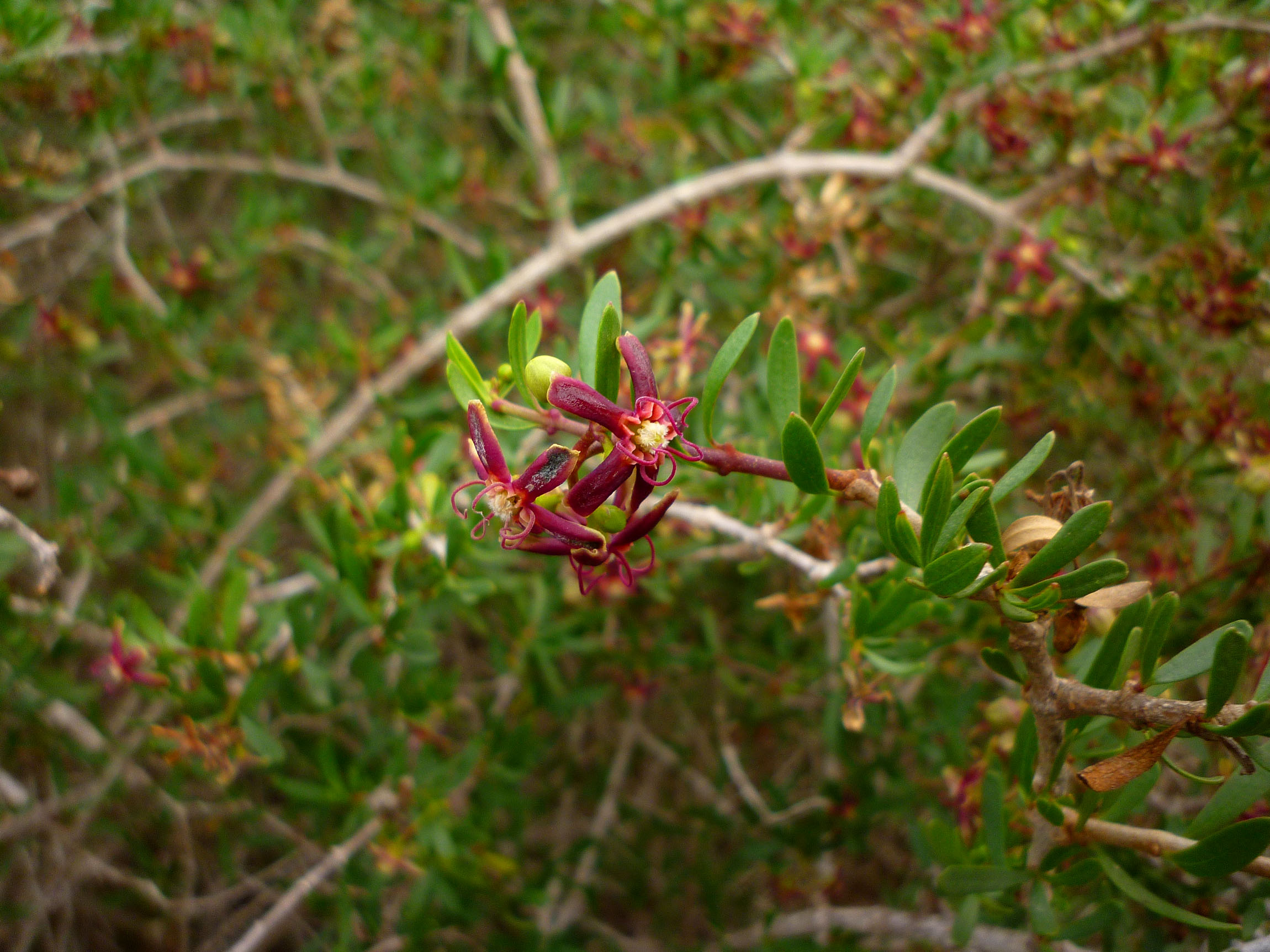
"Periploca angustifolia"
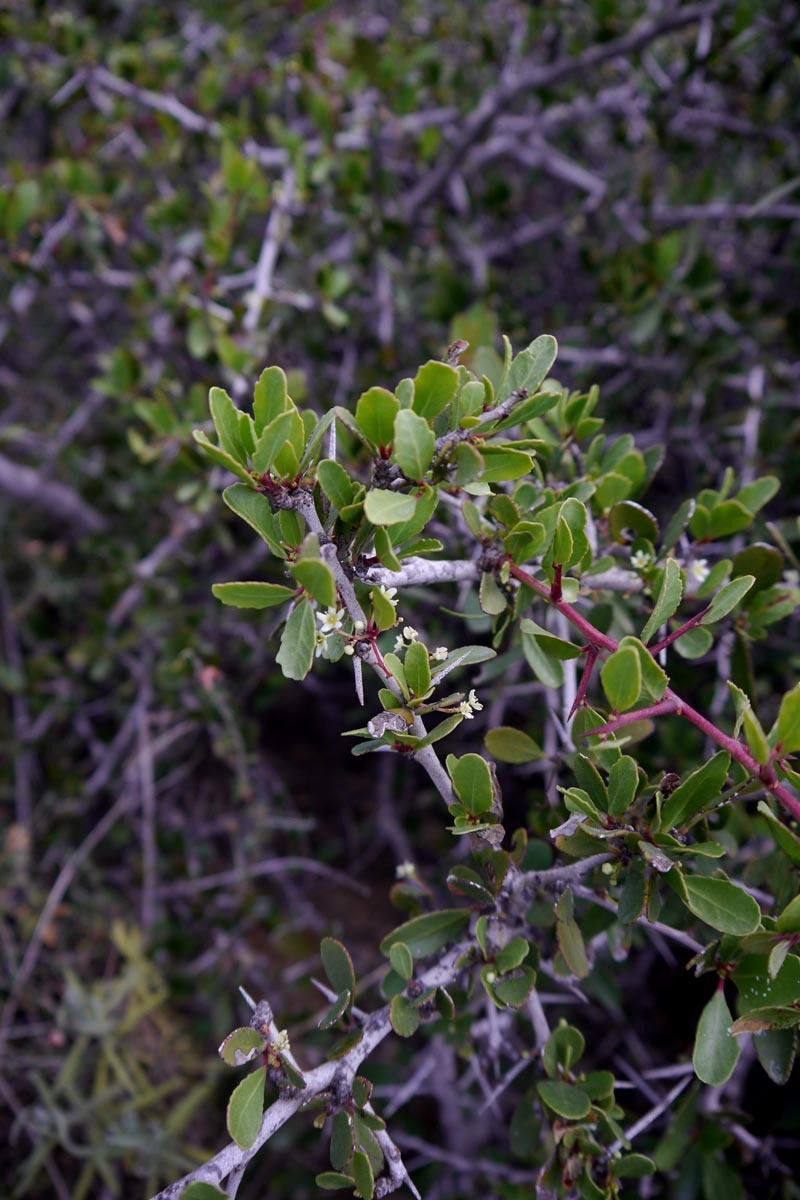
"Maytenus senegalensis"
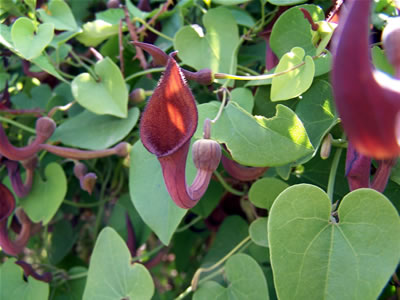
Aristolochia baetica
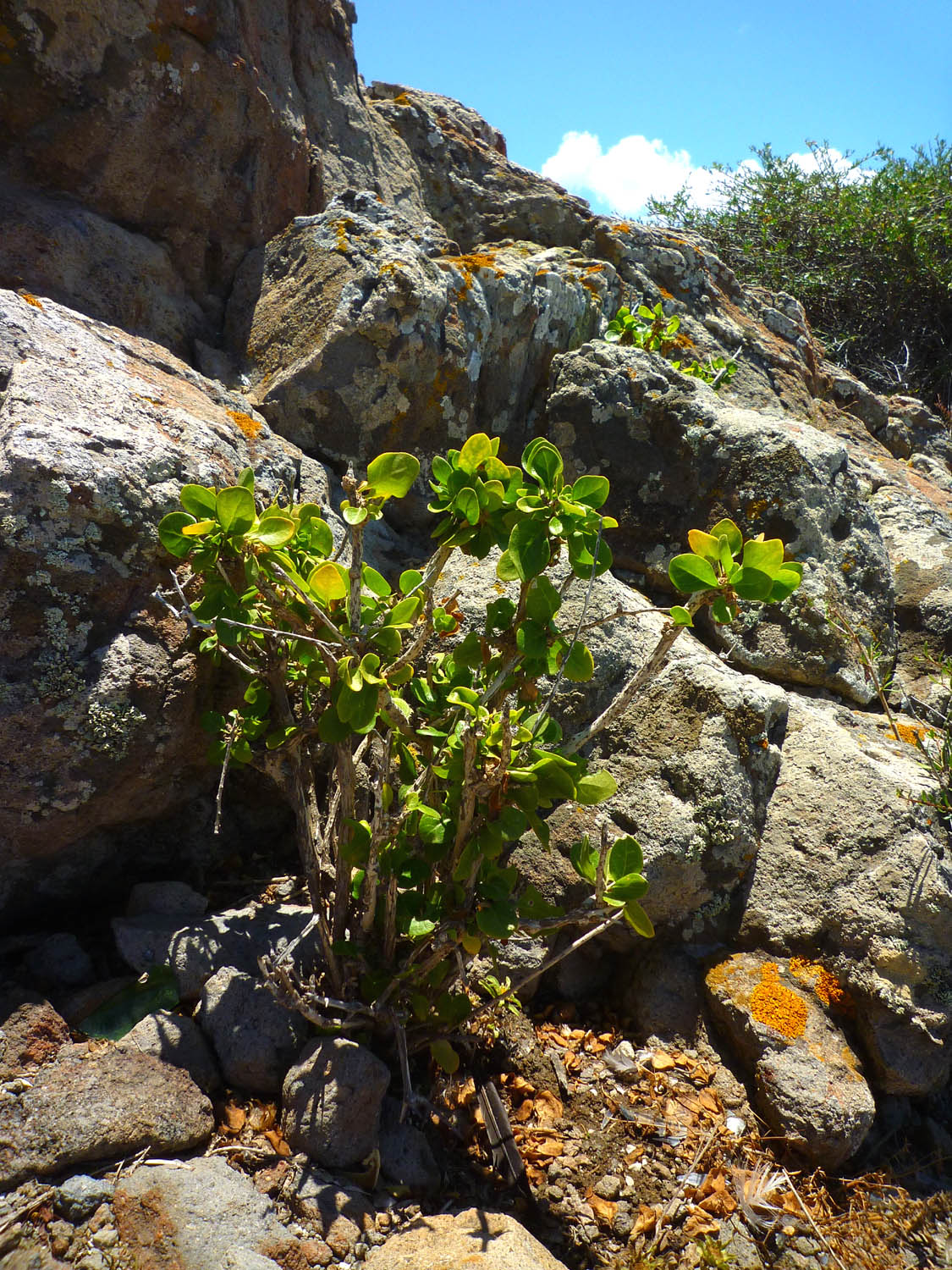
"Withania frutescens"
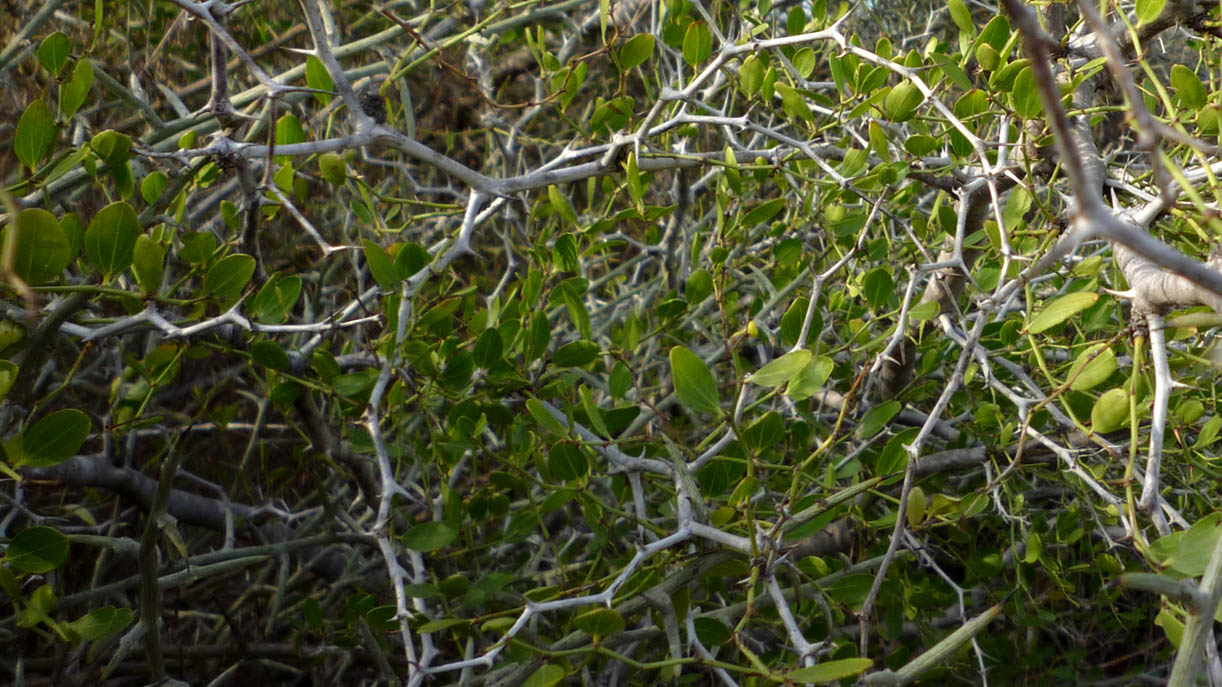
Ginjoler("Ziziphus lotus")
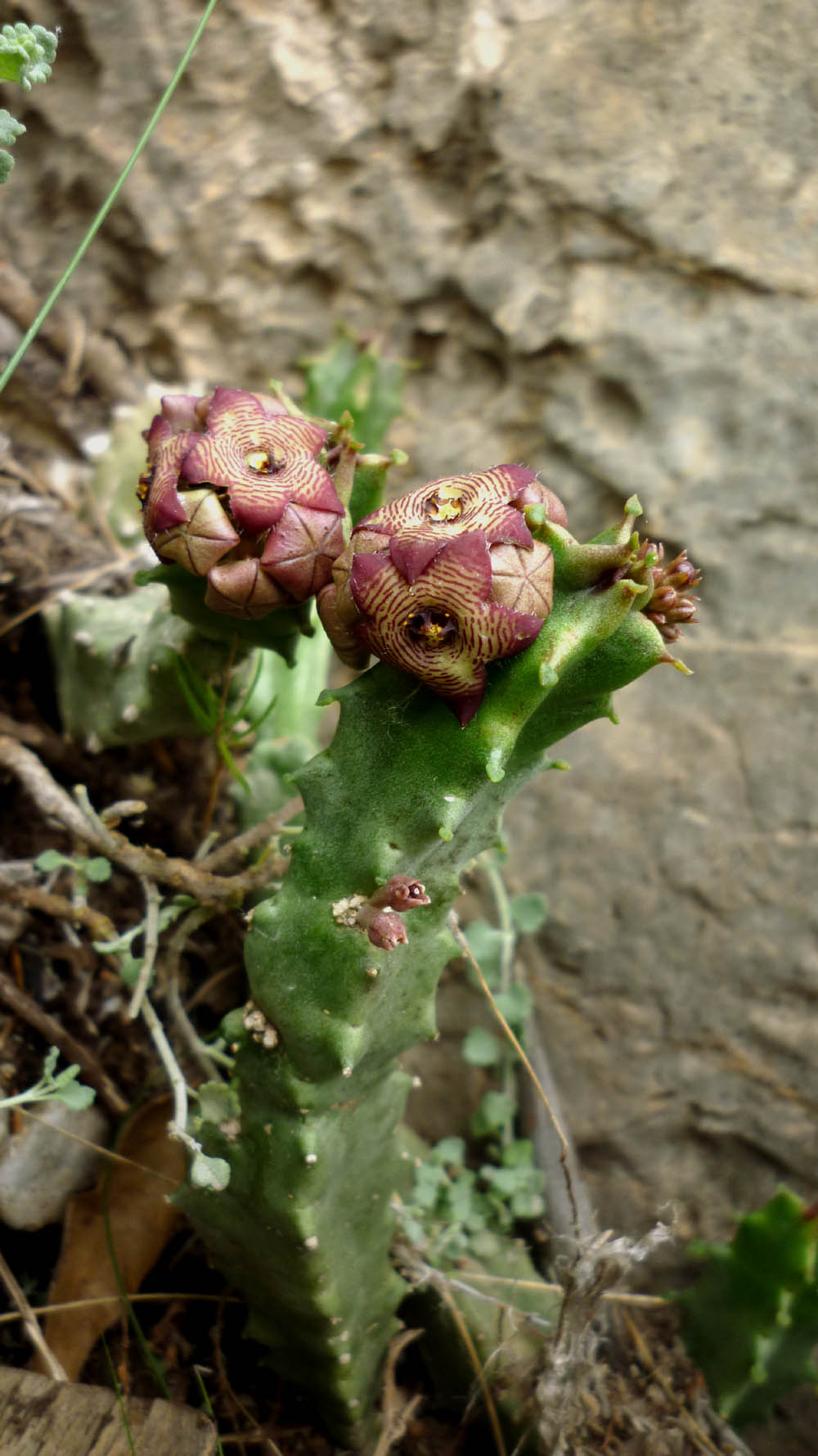
"Caralluma europaea"
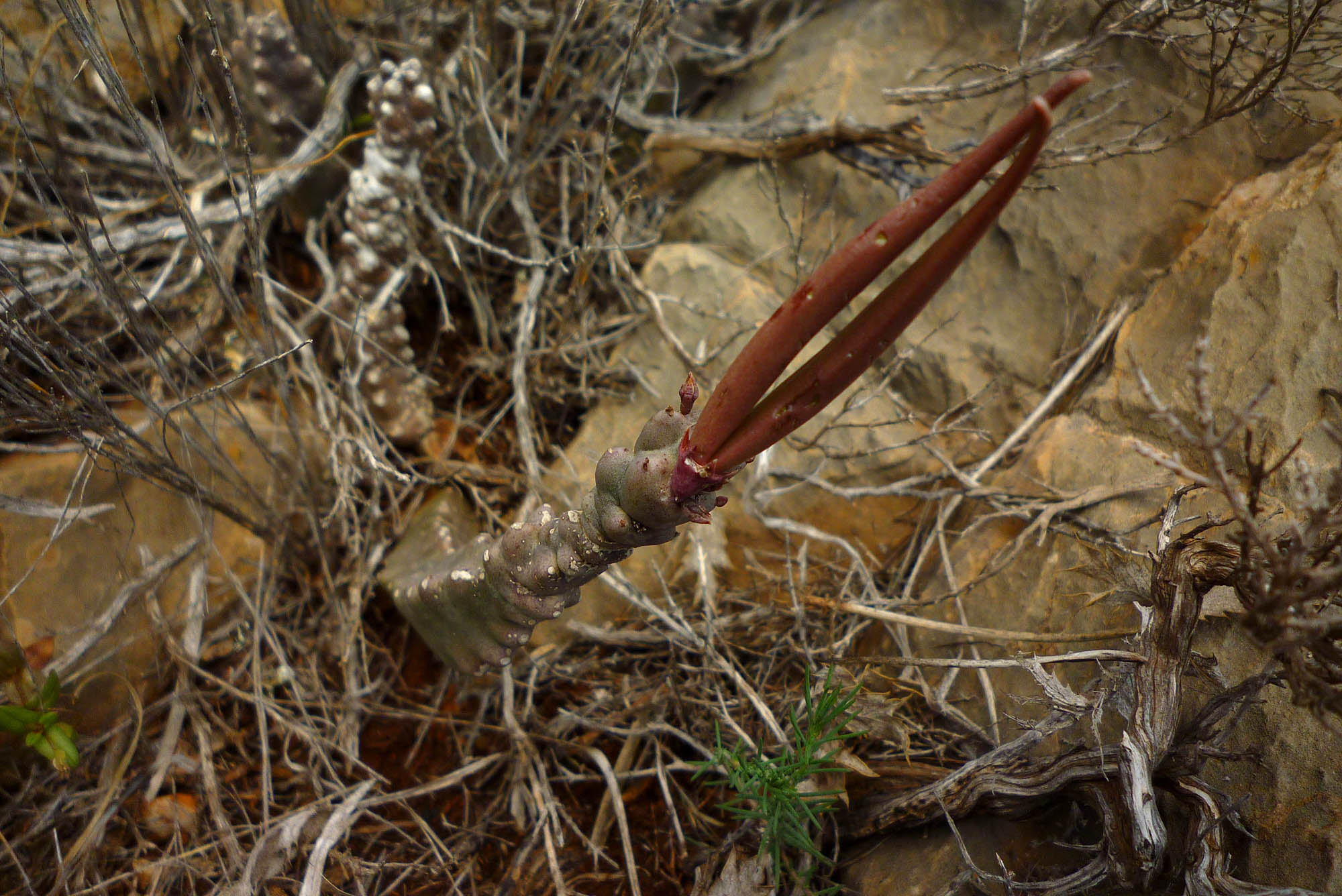
"Caralluma munbyana")
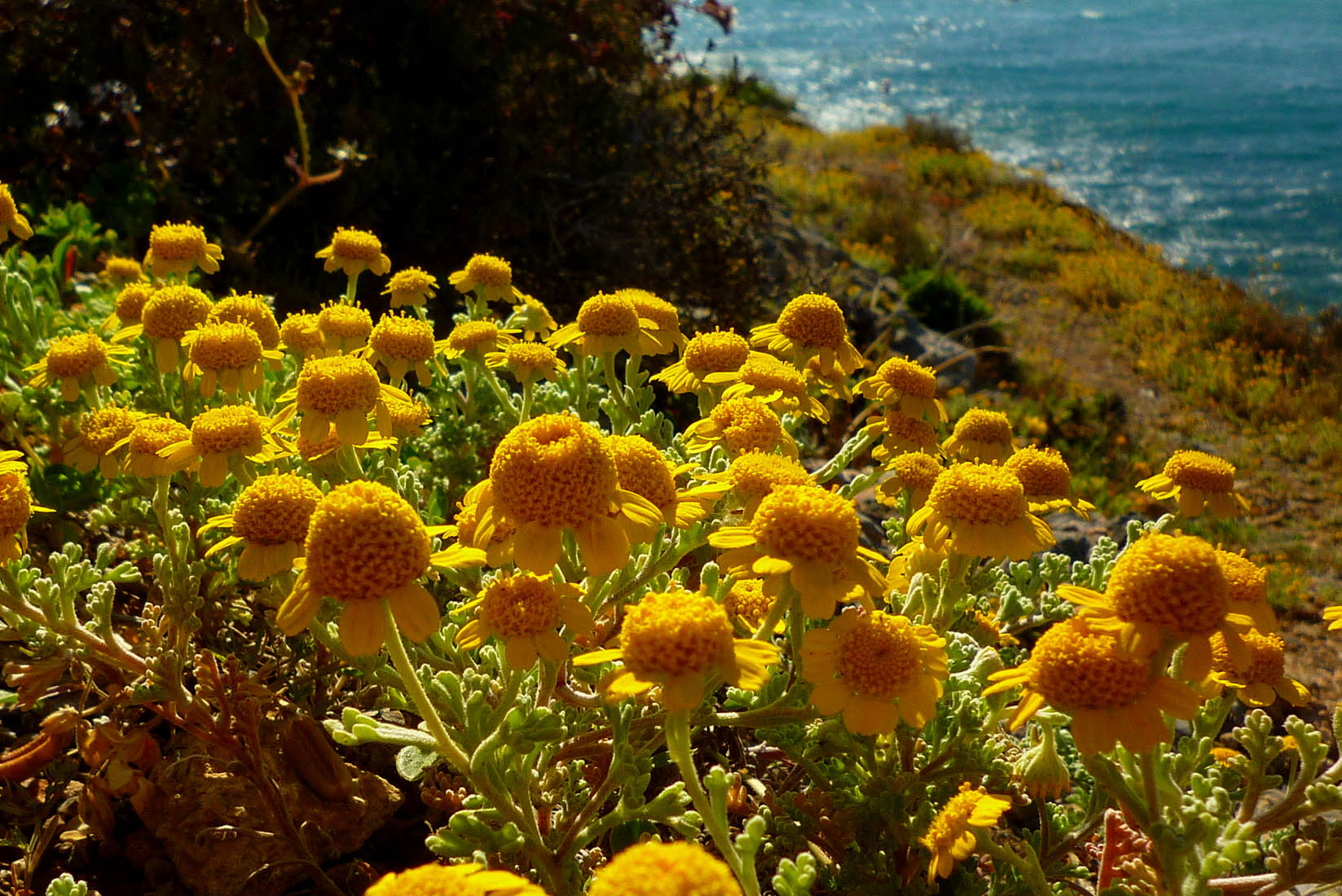
"Anthemis chrysantha"
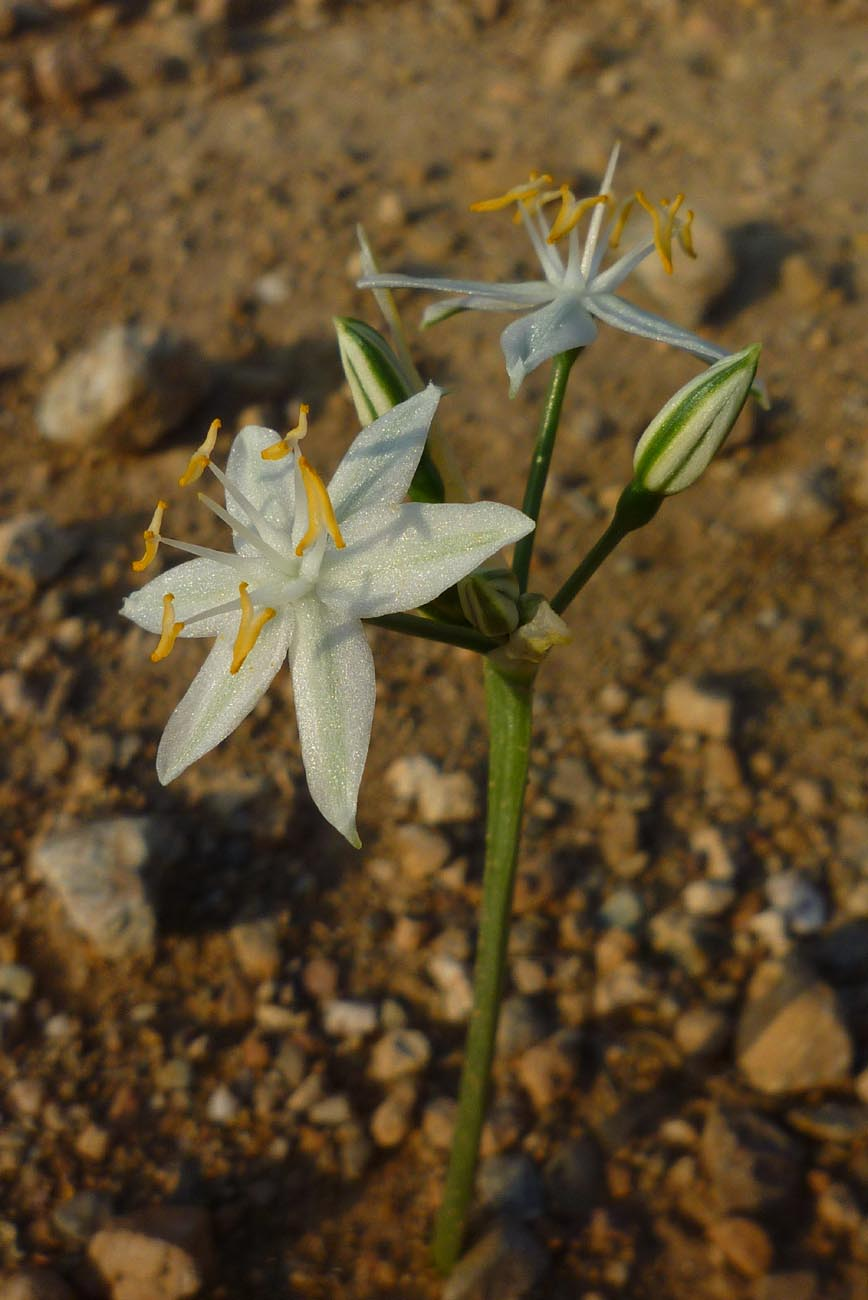
"Lapiedra martinezii"

## Espècies animals

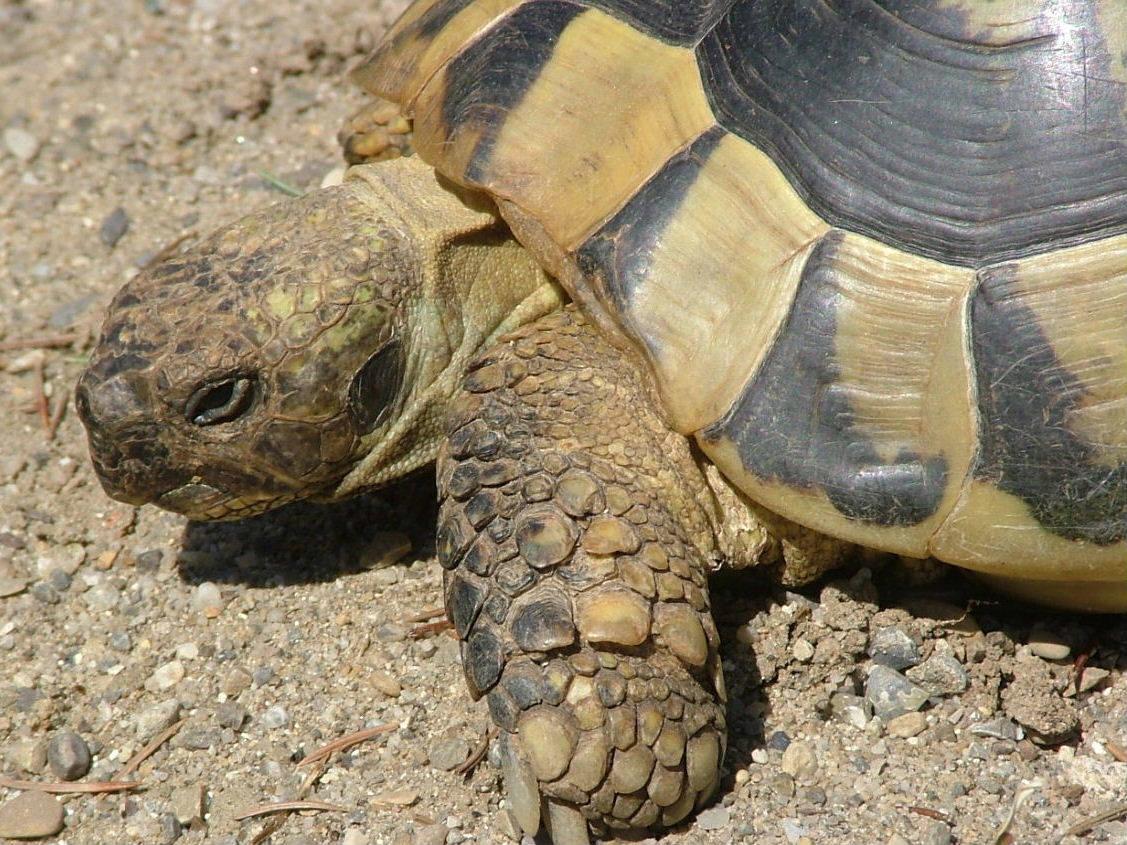
Tortuga mora

Igual que va ocórrer amb les plantes, algunes espècies animals africanes van colonitzar el sud de la península Ibèrica. Entre altres, destaca la tortuga mora (Testudo graeca), si ben el seu origen autòcton del sud de la península Ibèrica és controvertit. La distribució d'altres espècies animals compartides amb el nord d'Àfrica com la geneta (Genetta genetta), la mona de Berberia (Macaca sylvanus), present a Gibraltar, o l'eriçó clar (Atelerix algirus) que es distribueix per tota la costa mediterrània i les Illes Balears, tenen probablement un origen humà. La presència del camaleó comú (Chamaeleo chamaeleon), amb poblacions al sud d'Andalusia i regió de Múrcia, no té tampoc un origen clar.

## Espais naturals protegits d'espècies iberoafricanes

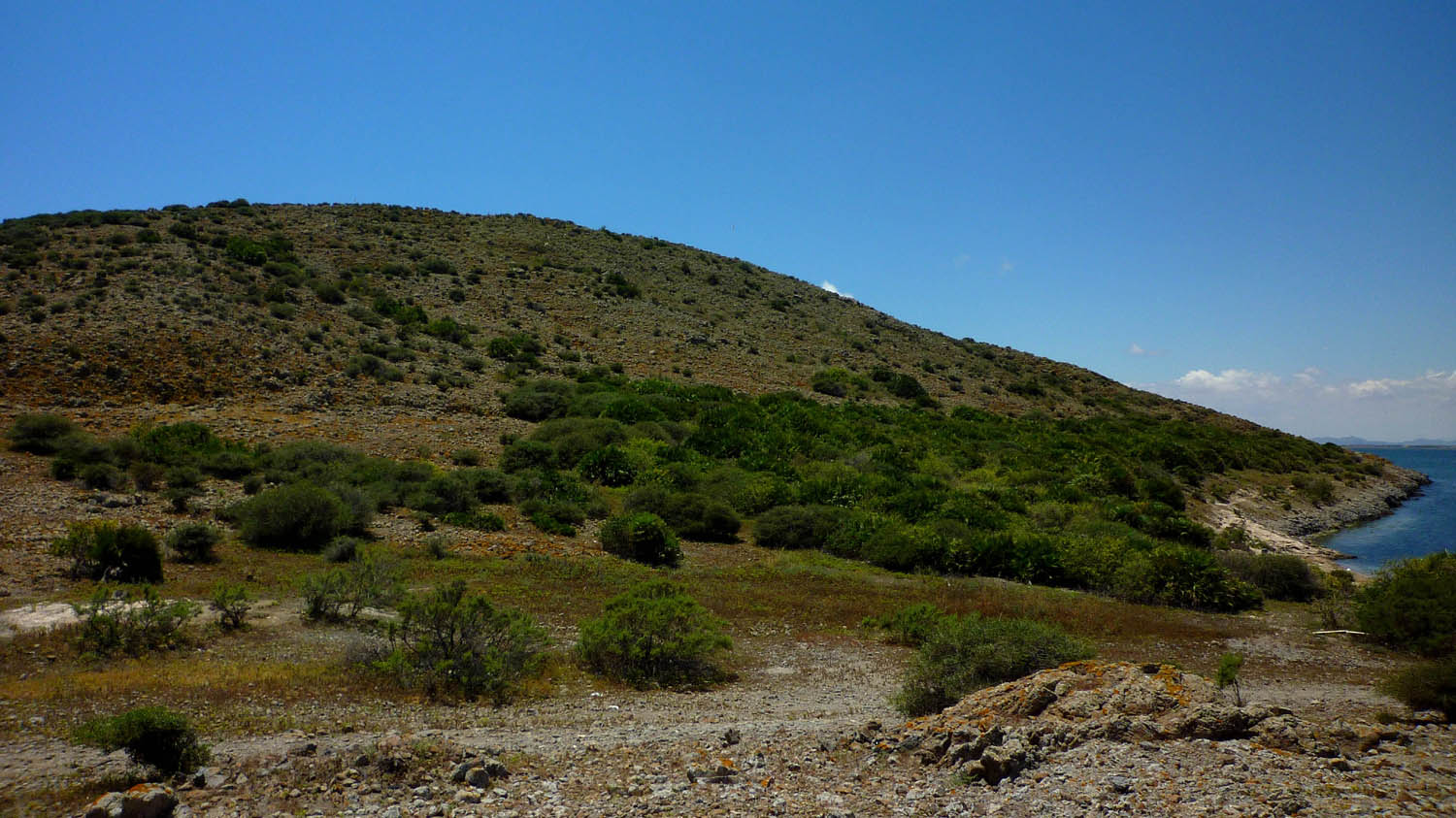
Illa del Cérvol, al Mar Menor, amb una vegetació composta per margallons i buferes

- Parc natural del Cap de Gata-Níjar a Almeria.
- Serra de l'Alt Almagro. Lloc d'Importància Comunitària a la província d'Almeria.
- Serra Almagrera, Els Pins i El Aguilón, Lloc d'Importància Comunitària a la província d'Almeria.
- Serra de la Muela, Cap Tiñoso i Roldán a la Regió de Múrcia.
- Parc Regional de Calblanque, Mont de las Cenizas i Penya de l'Àguila a la regió de Múrcia.
- Parc Regional de Cap Cope i Puntes de Calnegre a la regió de Múrcia.
- Espai protegit del Cabezo Gordo de Torre Pacheco (regió de Múrcia).
- La Serra de la Fausilla a la regió de Múrcia.
- Illes i illots del Litora la Mediterrània de la regió de Múrcia.
- Espais oberts i illes del Mar Menor a la regió de Múrcia.
- Els Cabezos del Pericón i Serra de Victorias a la regió de Múrcia.
- Penya-segats d'Aguadú, Lloc d'importància comunitària a Melilla.
- Barranc del Nano, Lloc d'importància comunitària a Melilla.
- Illes Chafarinas, places de sobirania espanyola a Àfrica.
- Parc Nacional d'Al Hoceima al Marroc.